# Werner Höfer
Werner Höfer (Kaisersesch, 21 maart 1913 - Keulen, 26 november 1997) was een Duitse presentator, journalist en tv-directeur bij de tv-zender WDR.

## Jeugd en opleiding
Werner Höfer was de zoon van een wegenbouwbaas en studeerde filosofie, geschiedenis, theater- en mediawetenschappen.

## Carrière
Vervolgens werkte hij als verslagredacteur bij het blad Neuen Tag in Keulen. Sinds maart 1933 was hij lid van de NSDAP. Later verkaste hij naar Berlijn naar het magazine Koralle en van hieruit ten slotte naar de B.Z. am Mittag, waarbij hij sinds 1941 werkzaam was als theatercriticus.
Höfer werd in 1939 vrijgesteld van de militaire dienstplicht. In 1941 werd hij persspreker van de Organisation Todt en daarna in het ministerie voor Bewapening en Munitie van Albert Speer. Krantenartikels schreef hij sedertdien uit vrije medewerking. Toen de B.Z. am Mittag werd beëindigd, schreef hij ook voor Das 12-Uhr-Blatt. Bovendien was hij medewerker van de NS-propogandakrant Das Reich.
Na de vrijlating uit de Amerikaanse krijgsgevangenschap in 1946 schreef Höfer regelmatig theaterkritieken voor de Rheinische Merkur, maar zijn interesse ging al vroeg uit naar radio en televisie (SWF in Baden-Baden in het agentschap in Koblenz, de NWDR en WDR in Keulen). Hij telt als grondlegger van de WDR-regionale programma's en presenteerde programma's, waaronder het tegenwoordige Echo des Tages en Hier und Heute. In 1964 aanvaardde hij de leiding over de nieuwe derde tv-zender van de WDR waarvan hij in 1972 tv-directeur werd. Een jaar later solliciteerde hij tevergeefs naar de functie van intendant en in 1977 beëindigde hij op eigen verzoek zijn werkzaamheden voor de WDR. Tussendoor fungeerde hij als chefredacteur van de Neue Illustrierte en een diplomatieke correspondent van het tijdschrift Der Stern.
Grote bekendheid kreeg Höfer door de door hem gepresenteerde Internationale Frühschoppen, een zondagse journalistenstamtafel, waarbij internationale mediavertegenwoordigers over politieke thema's discussieerden. De eerste editie werd uitgezonden bij de NWDR-radio in januari 1952, vanaf augustus 1953 werd het programma overgenomen door de ARD. Het programma had een kwarteeuw lang een vaste plaats bij de Duitse tv. Höfer liet zich nooit vervangen en zorgde er steeds voor, dat hij zijn rol van gastgever kon waarnemen, ook met vakanties.

## De zaak Kreiten
In september 1943 werd de pianist Karlrobert Kreiten - zoon van de Nederlandse componist Theo Kreiten en derhalve Nederlands staatsburger - door een tribunaal ter dood veroordeeld en vier dagen later geëxecuteerd. Kreiten had twijfels geuit over het winnen van de oorlog door Duitsland. In dezelfde maand becommentarieerde Höfer de aangelegenheid in het 12-Uhr-Blatt. In 1987 berichtte Der Spiegel over Höfers inbreng uit 1943 en veroorzaakte daarmee een heftige, openbare discussie. Daarop verontschuldigde Höfer zich. Desondanks moest hij stoppen met het programma Frühschoppen, dat door de WDR uit de lucht werd gehaald en vervangen door het programma Presseclub, ook door Höfer gepresenteerd.
Als gepensioneerde tv-directeur woonde Höfer afwisselend in Keulen-Rodenkirchen en Kampen op het eiland Sylt. Hij was voortdurend bezig als presentator, onder andere voor openbare discussie-evenementen in verschillende Duitse steden. Onder de titel Bühler Begegnungen presenteerde hij ten slotte nogmaals vanaf 1992, afwisselend met andere presentatoren, maandelijks een tv-programma, opgenomen in een hotel in het Zwarte Woud.

## Privéleven en overlijden
Werner Höfer overleed op 26 november 1997 in Keulen op 84-jarige leeftijd. Zijn dochter Candida (1944) is fotografe.

## Onderscheidingen
- 1967 – Goldene Kamera
- 1967 – Zilveren Adolf-Grimme-prijs voor Der Internationale Frühschoppen van 30 oktober 1966
- 1973 – Das Große Bundesverdienstkreuz
- 1982 – Bijzondere ering bij de Adolf-Grimme-Preis

## Hoorspelen
Als spreker:
- 1947: Herbert Timm: Indizien – Regie: Eduard Hermann

Als auteur samen met Gustav Zerres:
- 1953: Gipfelstürmer mit dem Regenschirm – Ein Bericht von Kampf und Sieg um den Mount Everest – Regie: Wilhelm Semmelroth